# Cleretum herrei
Cleretum herrei är en isörtsväxtart som först beskrevs av Schwant., och fick sitt nu gällande namn av H.-d. Ihlenfeldt och M. Struck. Cleretum herrei ingår i släktet Cleretum, och familjen isörtsväxter. Inga underarter finns listade i Catalogue of Life.